# Straconka (szczyt)
Straconka (niem. Galgenberg, 611 m n.p.m.) – szczyt w Południowym Grzbiecie Gór Kaczawskich, między Leszczyniec a Dudziarzem. Zbudowany jest z zieleńców, diabazów i łupków zieleńcowych należących do metamorfiku kaczawskiego. W większości porośnięty lasem świerkowym. Z polan na grzbiecie widoki na Karkonosze i Kotlinę Jeleniogórską. Przechodzi przez niego szlak turystyczny z przełęczy Widok na Przełęcz Radomierską.